# Magiër

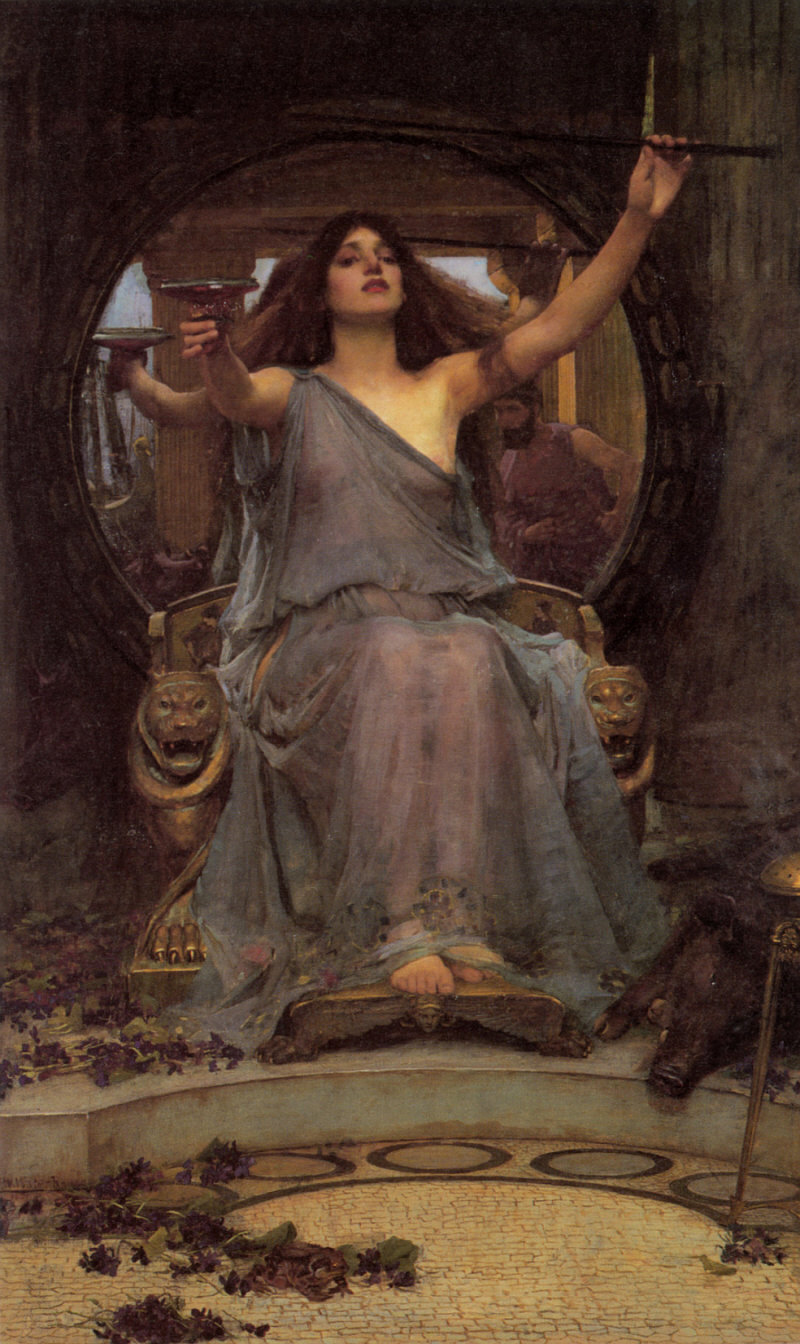
Circe biedt Odysseus de beker aan, schilderij van Waterhouse (olieverf op linnen)

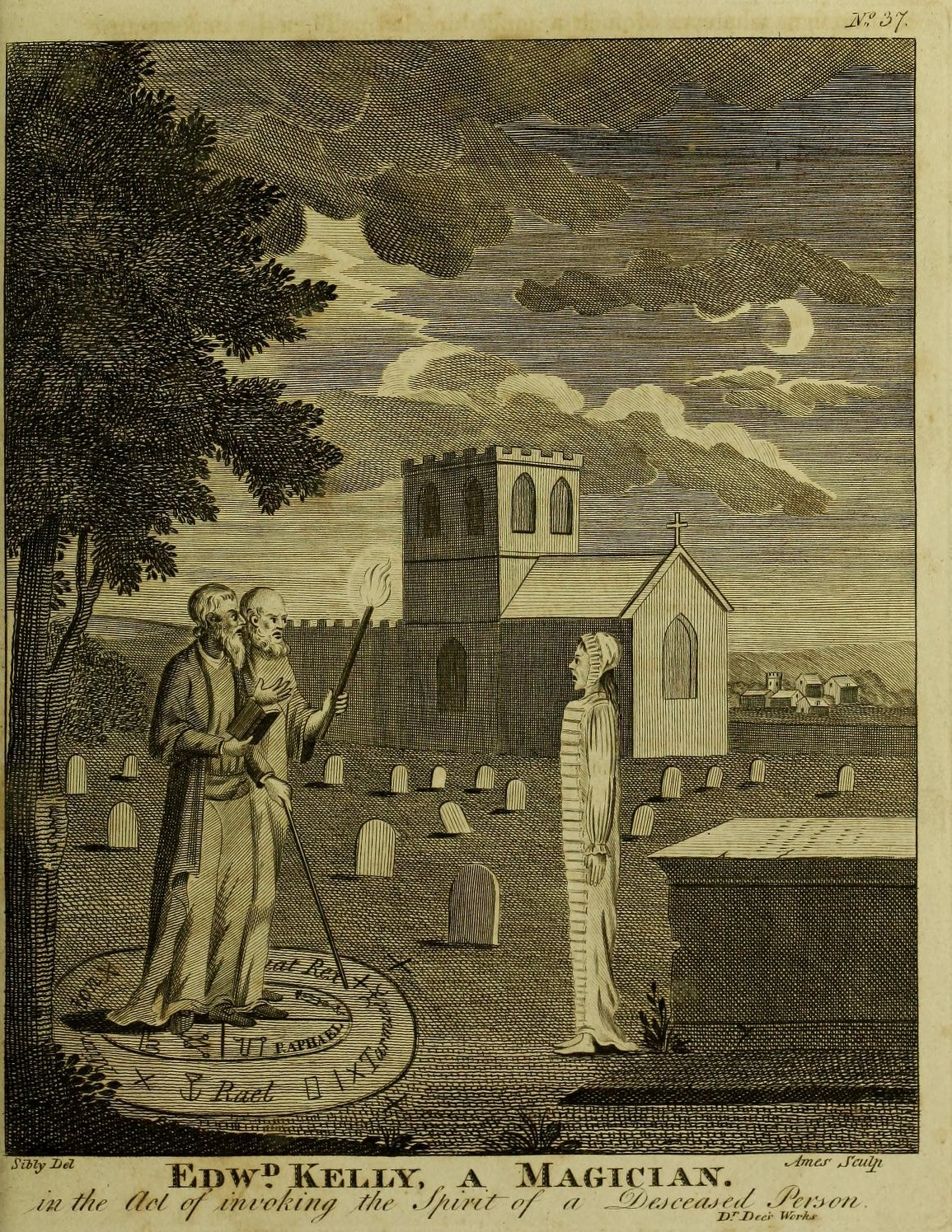
John Dee die geesten oproept

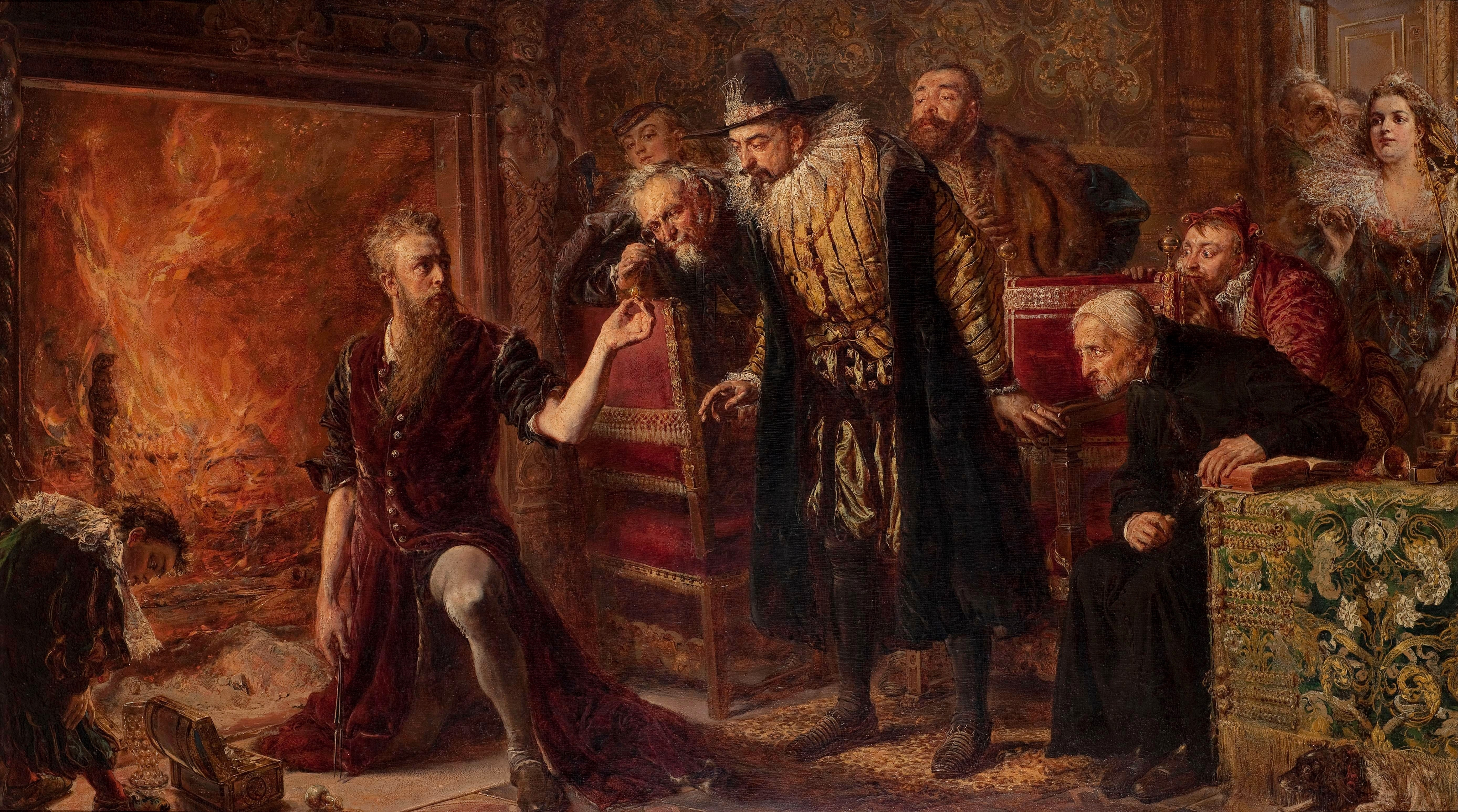
De alchemist Sedziwoj door Jan Matejko.

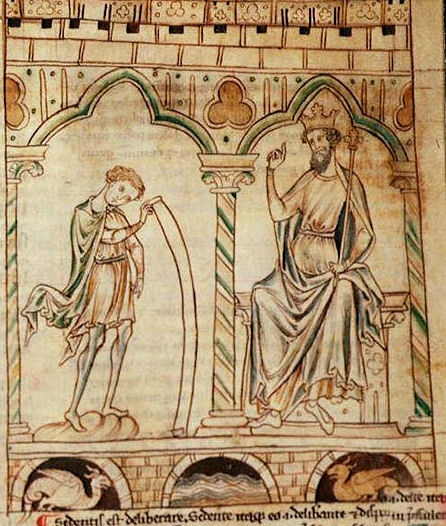
Merlijn leest de voorspelling over de rode en witte draak voor aan koning Vortigern, Geoffrey of Monmouth, Prophetiae Merlini, ca. 1250-1270

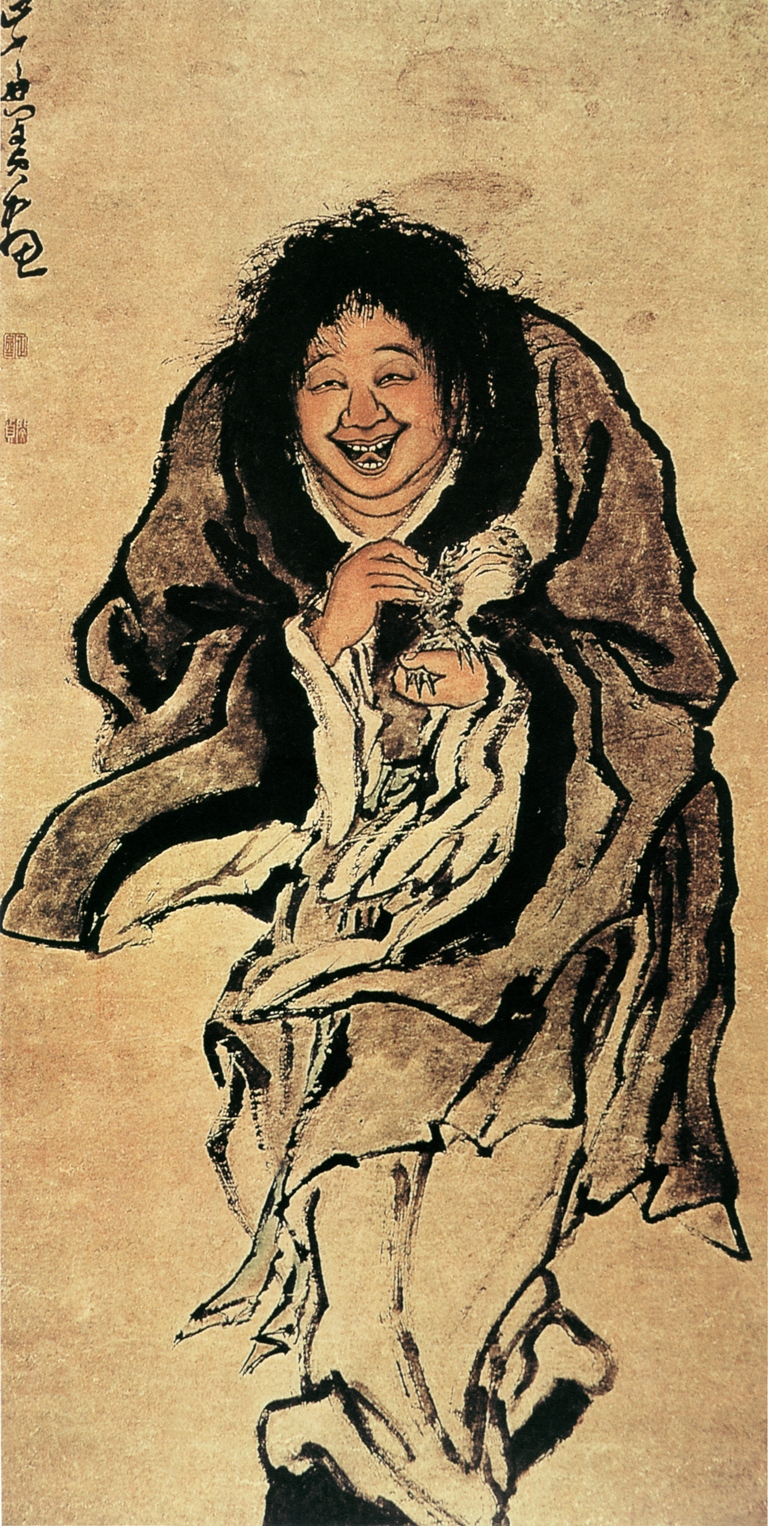
Paddentovenaar, 18e eeuw

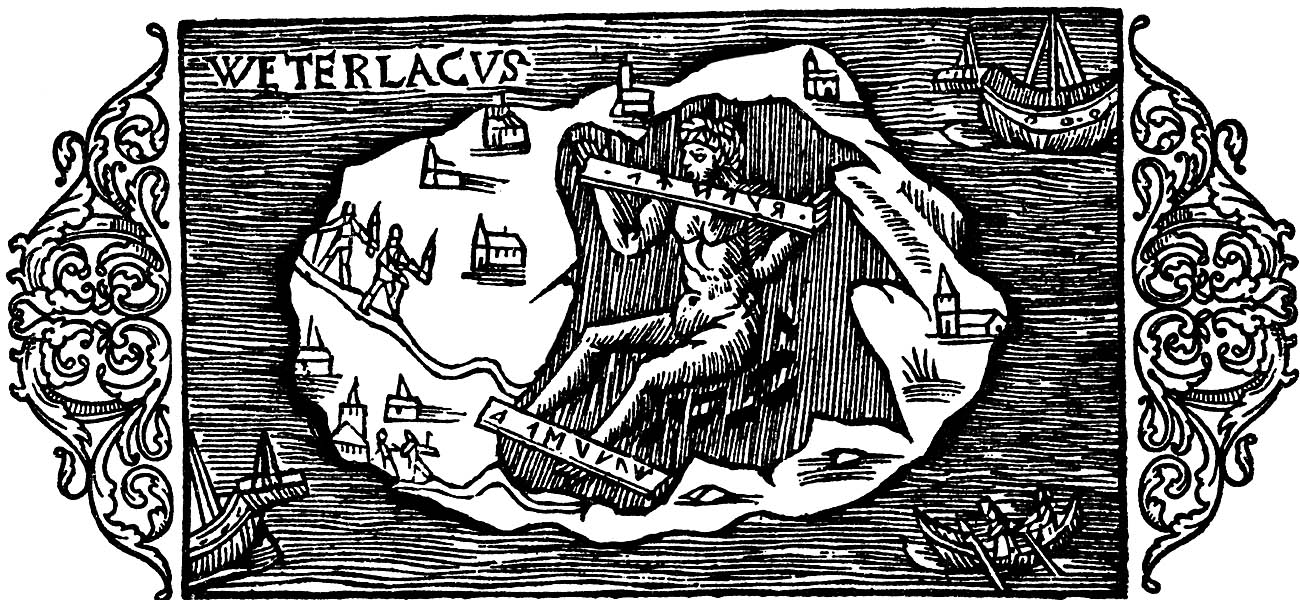
Een tovenaar op het eiland Visingsö

Een magiër, of tovenaar, is iemand die magie gebruikt: iemand die beweert te beschikken over bovennatuurlijke krachten en deze te kunnen beheersen. Soms wordt er ook geestenbezweerder of heks mee bedoeld. De vrouwelijke vorm is tovenares of toveres.

## Etymologie

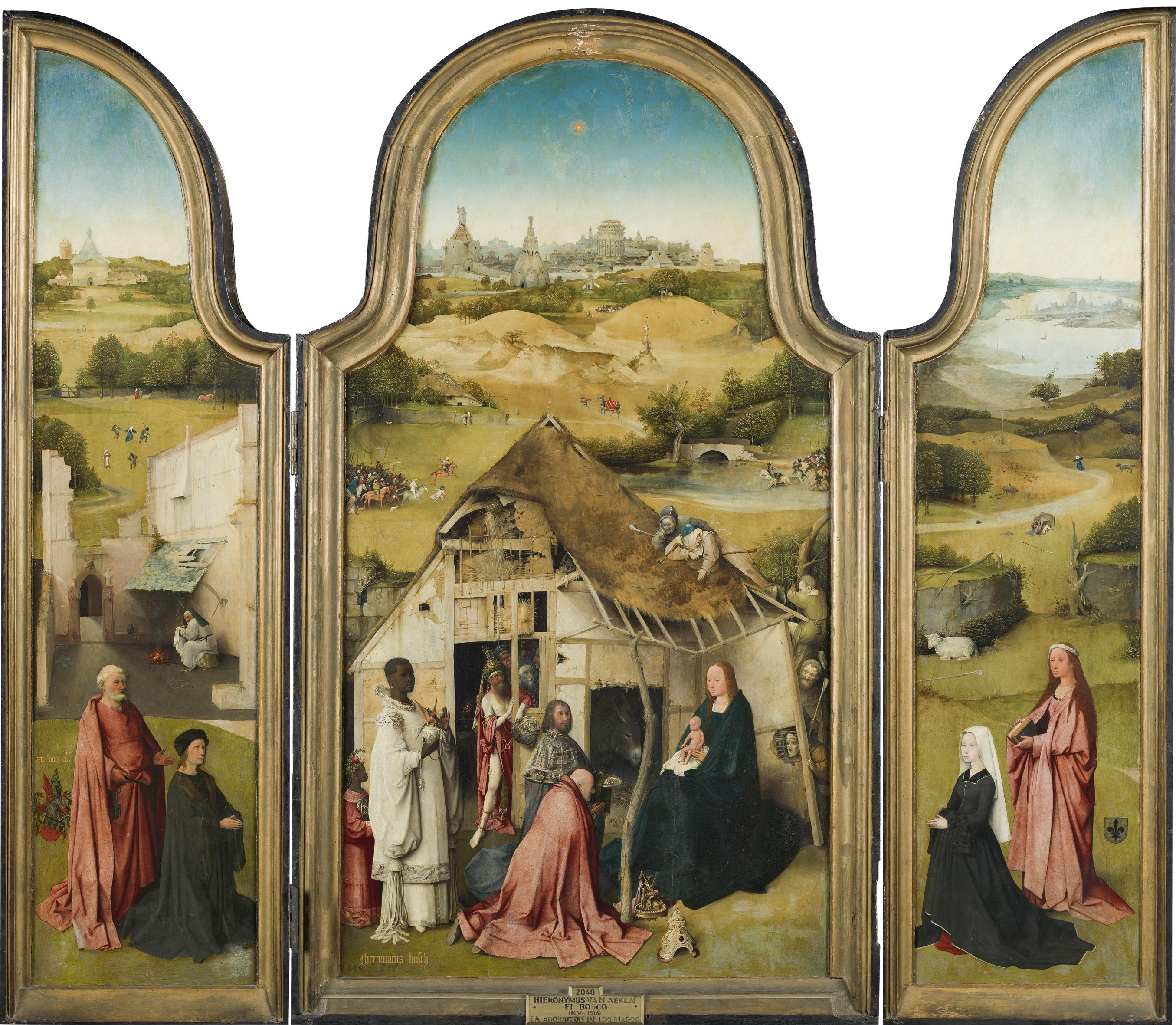
De aanbidding der wijzen of The adoration of the Magi, Jheronimus Bosch

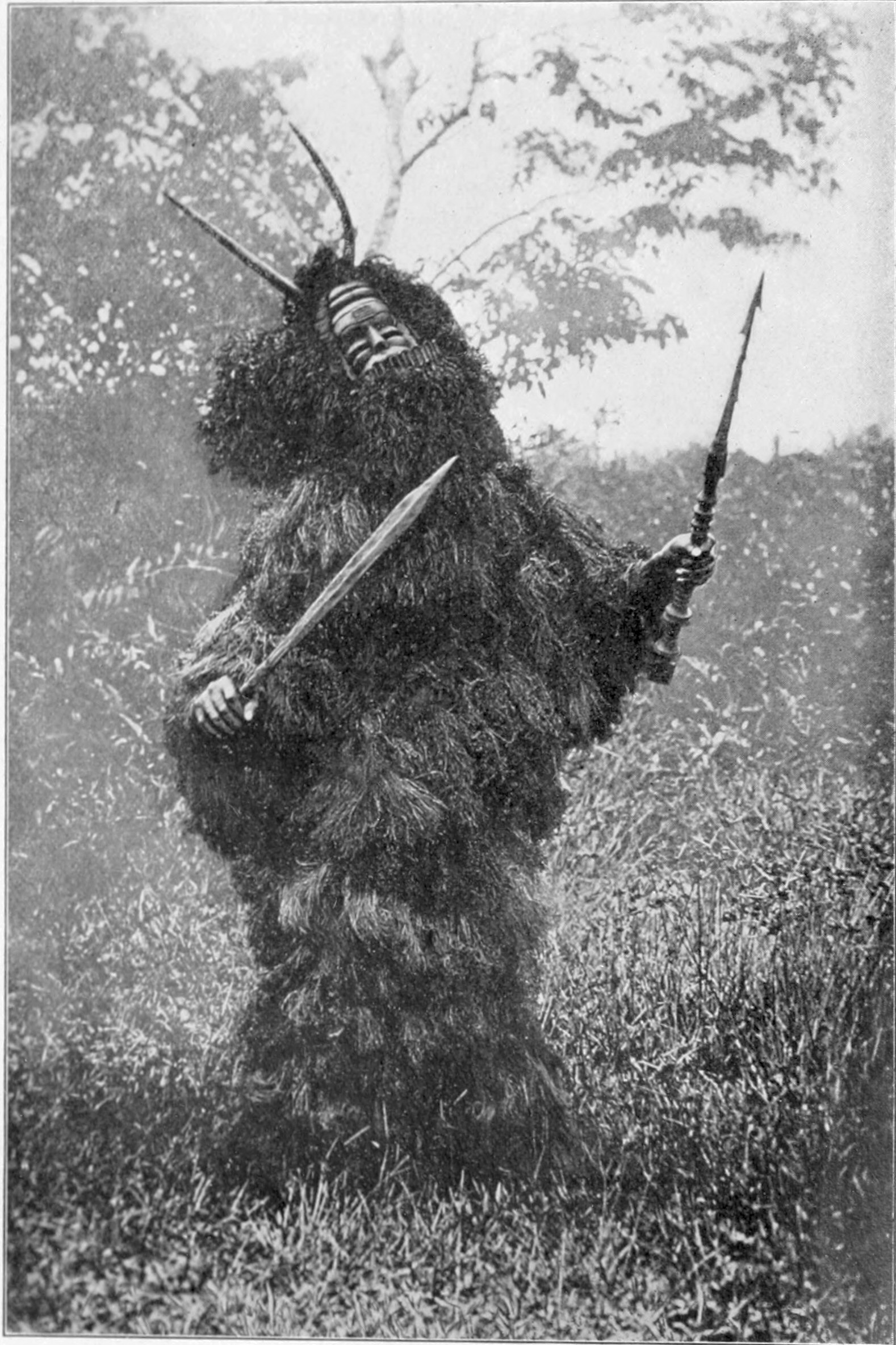
Magiër met horens, houten masker, speer en zwaard, gekleed in bladeren van palm en bakbanaan, Fetishism in West Africa: Forty Years' Observations of Native Customs and Superstitions, 1904

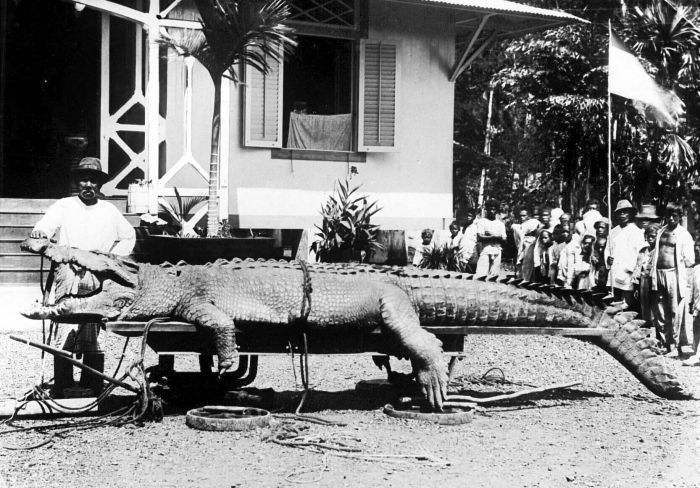
Krokodil met een doekoen-boeaja (tovenaar)

Het woord magiër is afkomstig van magi (Chaldeeuws mag), de naam die de Grieken gaven aan de priesters van het Zoroastrisme. Mogelijk is het woord ook verwant met maghdim, een Chaldeeuwse term die 'wijsheid' en 'filosofie' betekent. Ook moderne illusionisten noemen zich soms magiër.

## Het concept van de magische wil
Daar waar de religieuze of de mysticus voor het bereiken van andere niveaus van bewustzijn overgeleverd is aan de genade van God, zal de magiër dit met zijn eigen wil nastreven. Door middel van visualisering, rituelen en magische procedures zoekt hij contact met doden, demonen, goden of veronderstelde natuurkrachten. Hierbij wordt er bijvoorbeeld van uitgegaan dat de naam van een god de essentie van die god bevat. Door die naam te zeggen, verwerft hij er ook controle over. Een voorbeeld van dit idee vindt men bij de Order of the Golden Dawn waar de magiër ernaar streeft de paden van de kabbalistische levensboom af te reizen en zijn bewustzijn naar hogere sferen te leiden.
Hoewel de afbakening van het begrip vaag blijft, onderscheiden antropologen magie doorgaans ook van hekserij. Het eerste zien ze als de manipulatie van een externe kracht met mechanische of andere middelen, en het tweede als een inherente persoonlijke kwaliteit die het de heks mogelijk maakt om hetzelfde doel te bereiken.

## Historische figuren
In de loop van de geschiedenis beriepen velen zich op het bezit van geheime kennis en occulte technieken die hen in staat zouden stellen tot bovennatuurlijke ingrepen. Mogelijk het oudste 'bewaarde geheim' zou dat van het maken van vuur kunnen zijn, een kennis die de prehistorische mens macht over anderen gaf die dit geheim niet kenden.
Sommige magiërs, zoals Aleister Crowley en zij die de tradities van de Golden Dawn en de Ordo Templi Orientis volgen, beschrijven magie op een rationele wijze. Daarbij maken zij gebruik van definities, postulaten en stellingen (theorema's). Deze soort magiër kan ook beschreven worden als tovenaar, geestenbezweerder, wonderdoener en dergelijke.
Een bekende magiër is Johann Faust, hij werd beschuldigd van het uitoefenen van zwarte magie. Er ontstonden vele verhalen rondom Faust, zie Faust (legende). In de Bijbel wordt Simon Magus genoemd in het boek Handelingen van het Nieuwe Testament en in de apocriefe Handelingen van Petrus. Apollonius van Tyana staat ook bekend als magiër. Zijn biografie vertoont veel overeenkomsten met die van Jezus Christus.
Een Bakoldaana is een waarzegger/tovenaar in Ghana.